# Domenico Fontana

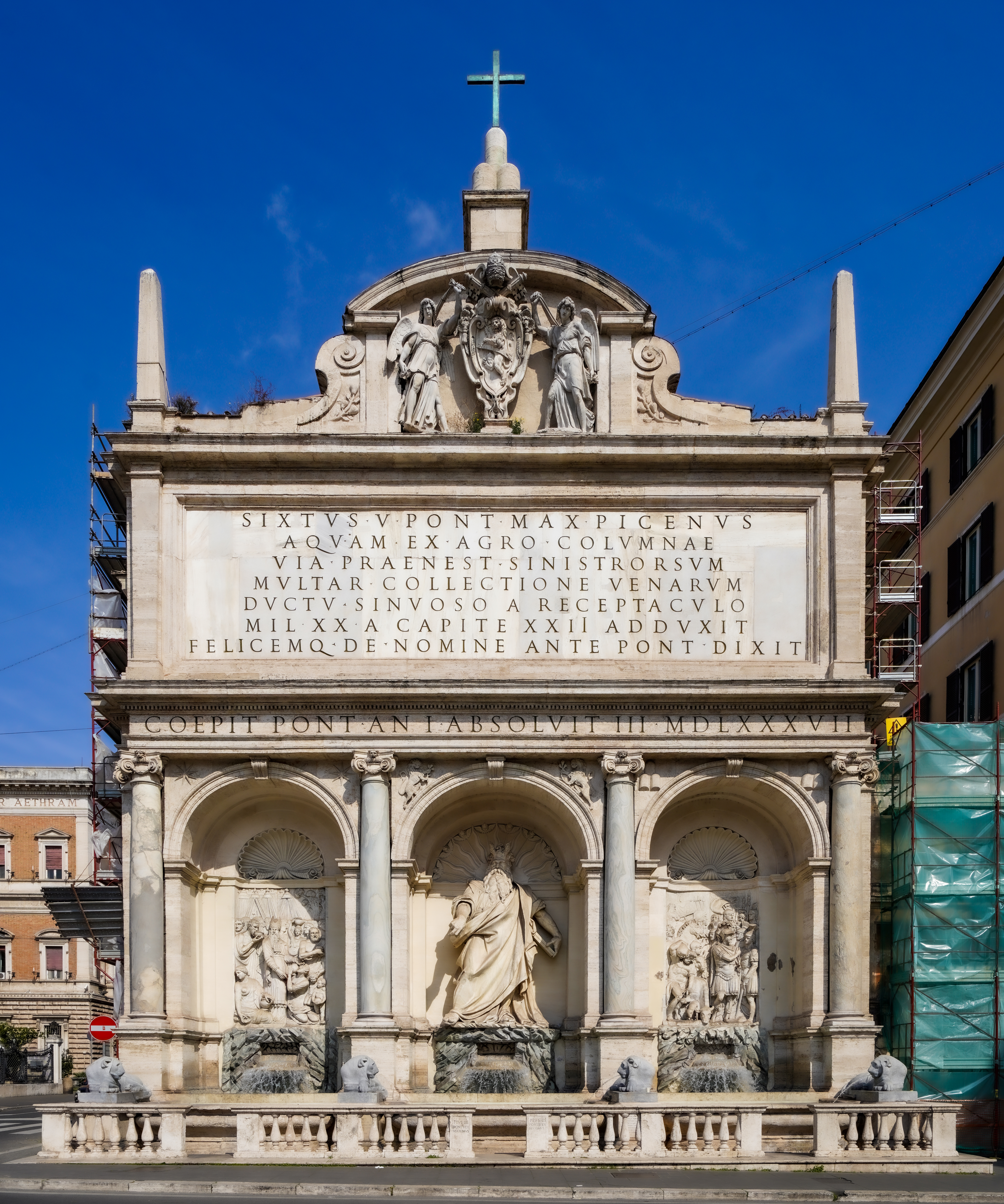
De Fontana dell'Acqua Felice in Rome

Domenico Fontana (Melide, 1543 - Napels, 28 juni 1607) was een Zwitserse architect die vooral in Italië werkte. Hij ontwierp gebouwen in de barokstijl.
In 1584 Fontana kreeg zijn eerste grote opdracht van kardinaal Montalto, de latere paus Sixtus V, de bouw van een kapel aan de Santa Maria Maggiore te Rome. Nadien bouwde hij ook een paleis voor de kardinaal vlak bij deze kerk. Als paus benoemde Sixtus V Fontana tot architect van de Sint-Pietersbasiliek. In 1586 bracht Fontana vele wijzigingen aan in de noordgevel van de Sint-Jan van Lateranen. Ook werkte hij aan het Paleis van Lateranen, waarvoor hij met name een apart aanbouw om de Scala Sancta heen realiseerde. Eveneens in 1586 plaatste Fontana in samenwerking met Giacomo della Porta een obelisk op het Sint-Pietersplein. Later plaatste hij ook obelisken op de Piazza del Popolo, bij de Santa Maria Maggiore en de Sint-Jan van Lateranen. Bij het project van stedelijke verfraaiing in opdracht van paus Sixtus V sloot de restauratie van de Aqua Alexandriana aan die in 1587 werd bekroond met de Fontana dell'Acqua Felice naar een ontwerp van Fontana. Het aquaduct kreeg de nieuwe naam Acqua Felice.
Fontana was in 1587 betrokken bij de verbouwing van de Trinità dei Monti en in 1590 bij de nieuwbouw voor de Biblioteca Apostolica Vaticana. Ook werkte hij aan de voltooiing van de San Luigi dei Francesi en aan het Palazzo del Quirinale. In Napels ontwierp hij het koninklijk paleis.
- Bibsys: 90320160
- Biblioteca Nacional de España: XX1223857
- Bibliothèque nationale de France: cb12342722h (data)
- Catàleg d'autoritats de noms i títols de Catalunya: 981058605099606706
- Gemeinsame Normdatei: 118835556
- Historisch woordenboek van Zwitserland: 013310
- International Standard Name Identifier: 0000 0001 0900 6845
- KulturNav: a483705a-77e0-4dbd-aa9d-b5ddc4540446
- Library of Congress Control Number: n86836649
- Nationale Bibliotheek van Tsjechië: mzk2009510216
- Nationale bibliotheek van Australië: 35643892
- Nationale Bibliotheek van Israël: 987007424016805171
- Nationale Bibliotheek van Polen: a0000002742055
- Nationale en Universitaire bibliotheek Zagreb: 000213266
- Nederlandse Thesaurus van Auteursnamen: 080532349
- RKD-Nederlands Instituut voor Kunstgeschiedenis: 129375
- Istituto Centrale per il Catalogo Unico: AQ1V000616
- SIKART: 4023370
- SNAC: w6jt0ztd
- Système universitaire de documentation: 073491934
- Trove: 1025000
- Union List of Artist Names: 500022415
- Virtual International Authority File: 51762694
- WorldCat: E39PBJrrqqxKyqtHDxfDFhdfbd